# Deltocephalini
Tribu
Deltocephalini est une tribu d'insectes de l'ordre des hémiptères (les hémiptères sont caractérisés par leurs deux paires d'ailes dont l'une, en partie cornée, est transformée en hémiélytre) de la famille des Cicadellidae.
Ces insectes communément appelés cicadelles, sont des insectes sauteurs et piqueurs et ils se nourrissent de la sève des végétaux grâce à leur rostre.

## Liste des genres
Selon BioLib (19 février 2018) :
- Aflexia Oman, 1949
- Alapus De Long & Sleesman, 1929
- Deltocephalus Burmeister, 1838
- Endria Oman, 1949
- Maiestas Distant, 1917
- Recilia Edwards, 1922